# Analogia (filosofia)
L'analogia (dal greco ἀναλογία) indica in filosofia un rapporto di somiglianza tra due enti, tale che dall'uguaglianza di alcuni loro aspetti particolari si possa risalire ad una loro generale affinità o corrispondenza anche nel complesso degli elementi che li caratterizzano.

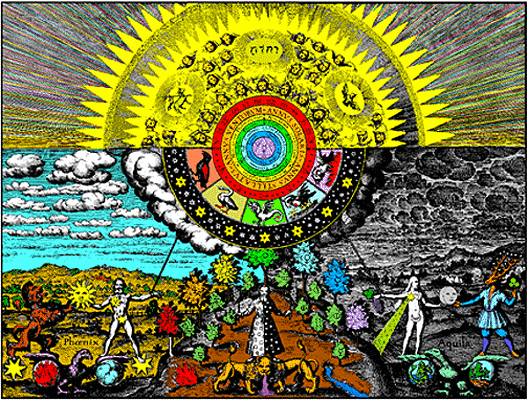
L'analogia tra macrocosmo e microcosmo, in un'incisione inclusa nel terzo volume del trattato medico-alchemico di Johann Daniel Mylius intitolato Basilica Philosophica (Francoforte, 1608)

## L'analogia in filosofia e in teologia
In Platone l'analogia indica che tra aspetti diversi e molteplici della realtà vi sono però dei nessi, corrispondenti a quelli che intercorrono tra le entità matematiche, perché facenti capo a un'Idea superiore che le accomuna.
Aristotele ricorre al termine per indicare l'uguaglianza di due rapporti nella proporzione matematica. Secondo Aristotele l'analogia, che appartiene alla categoria di relazione, stabilisce un legame fra fatti e fenomeni più debole di quello instaurato dal genere e dalla specie, e perciò essa è trans-generica e trans-specifica, nel senso che pone in relazione soggetti di generi e specie differenti i quali presentano una qualche somiglianza reciproca. L'analogia ammette inoltre una pluralità di significati (polisemanticità), attribuibili ad una molteplicità di soggetti in rapporto gerarchico tra loro (plurivocità).
Nel linguaggio scientifico di Euclide è indicata con ἀναλογία (analoghìa) la proporzionalità di quattro numeri.

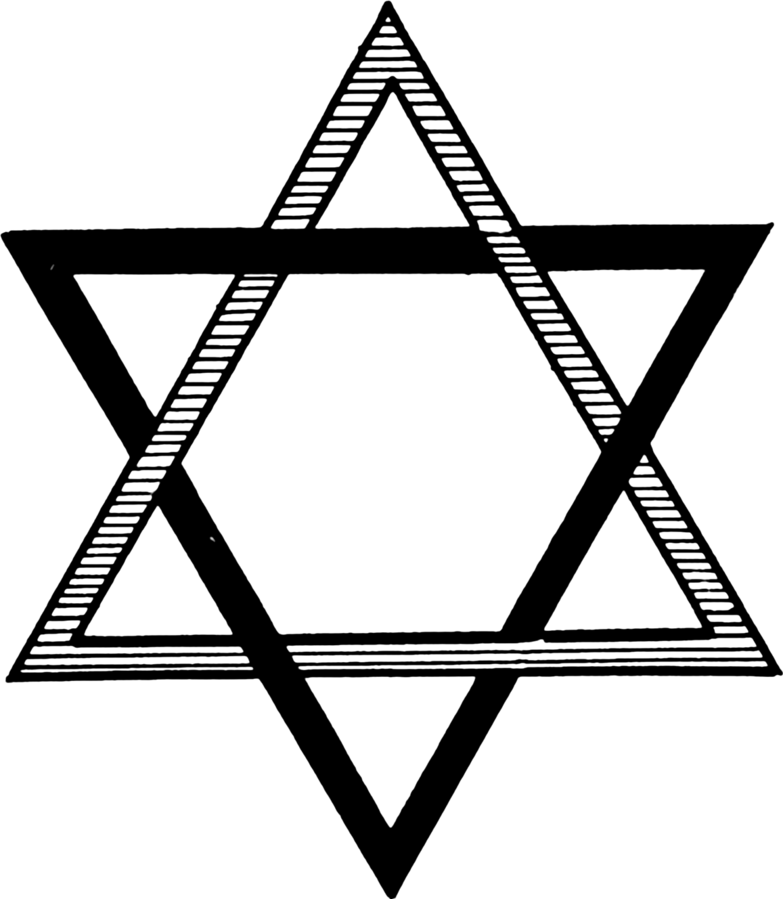
Il simbolo ermetico dell'analogia tra macrocosmo e microcosmo, composto da due triangoli intersecati, uno rivolto verso l'alto, l'altro verso il basso.

Durante l'età ellenistica, il principio di analogia fu utilizzato in ambito ermetico per chiarire il tipo di relazione intercorrente tra l'Uno e il molteplice, o tra macrocosmo e microcosmo, che pur apparendo quantitativamente diversi tra loro, formavano tuttavia un insieme indivisibile per la loro somiglianza qualitativa, essendo l'uno una riproduzione in scala dell'altro. Se l'universo ad esempio costituiva il macrocosmo contenente in sé ogni parte, l'uomo a sua volta rappresentava un microcosmo contenente in piccolo il tutto. 
In tal modo l'analogia assurgeva a fondamento della struttura del reale, in grado di rendere ragione della sua molteplicità apparentemente caotica, come nella sintesi formulata da Ermete Trismegisto in un testo a lui attribuito, "La tavola di Smeraldo":
(Ermete Trismegisto, Tavola di Smeraldo)
Nella logica scolastica, a differenza del discorso univoco senza ambiguità né pluralità di significati, e di quello equivoco che dà la possibilità di interpretazioni diverse, si afferma la teoria della predicazione analogica dove un termine fa da predicato a più soggetti con un significato in parte uguale, in parte diverso: se per esempio si prende il termine "sano" come predicato di "uomo", "medicina", e "colorito", «il contenuto identico è il riferimento alla salute mentre varia il modo di esprimere tale riferimento (l'uomo ha la salute, la medicina cura la salute, il colorito indica la salute)» 

### Analogia entis
Se in ambito filosofico l'analogia ha per oggetto l'analisi del rapporto fra enti di natura diversa, cioè delle loro somiglianze e dei tratti in comune, in religione l'analogia entis designa il trasferimento di quest'analisi all'eventuale nesso fra i singoli enti e l'Ente supremo, quale è Dio o l'Uno.
Il tema dell'analogia entis affronta così la questione, che si estende dalla filosofia logica e ontologica alla religione e alla teologia, dell'analogicità come via intermedia fra univocità ed equivocità, ossia della possibilità di utilizzare la similitudine come concetto equidistante dall'identità e dall'alterità, dall'omogeneità e dall'eterogeneità, per arrivare a comprendere l'Uno a partire dai molti, il Creatore a partire dalle sue creature.

Le premesse dell'analogia entis sono riscontrabili già nell'Antico Testamento: 
(Osea  12, 11)
Con tale approccio il Cristianesimo propone una terza strada, definita via eminentiae, rispetto alla teologia negativa o apofatica della via negationis e alla teologia positiva o catafatica della via affirmationis o positionis:

### Agostino d'Ippona
Un'intera tradizione, platonica, neoplatonica e agostiniana, ha sostenuto l'idea d'una progressiva gradualità fra i beni inferiori e il Bene Assoluto, una "commensurabilità" tra la perfezione divina e l'imperfezione. Già Platone, del resto, parlava di un'imitazione (mimesi) e partecipazione (metessi) delle realtà naturali alle idee iperuranie. Agostino s'è dedicato a questa tesi in più di una circostanza:

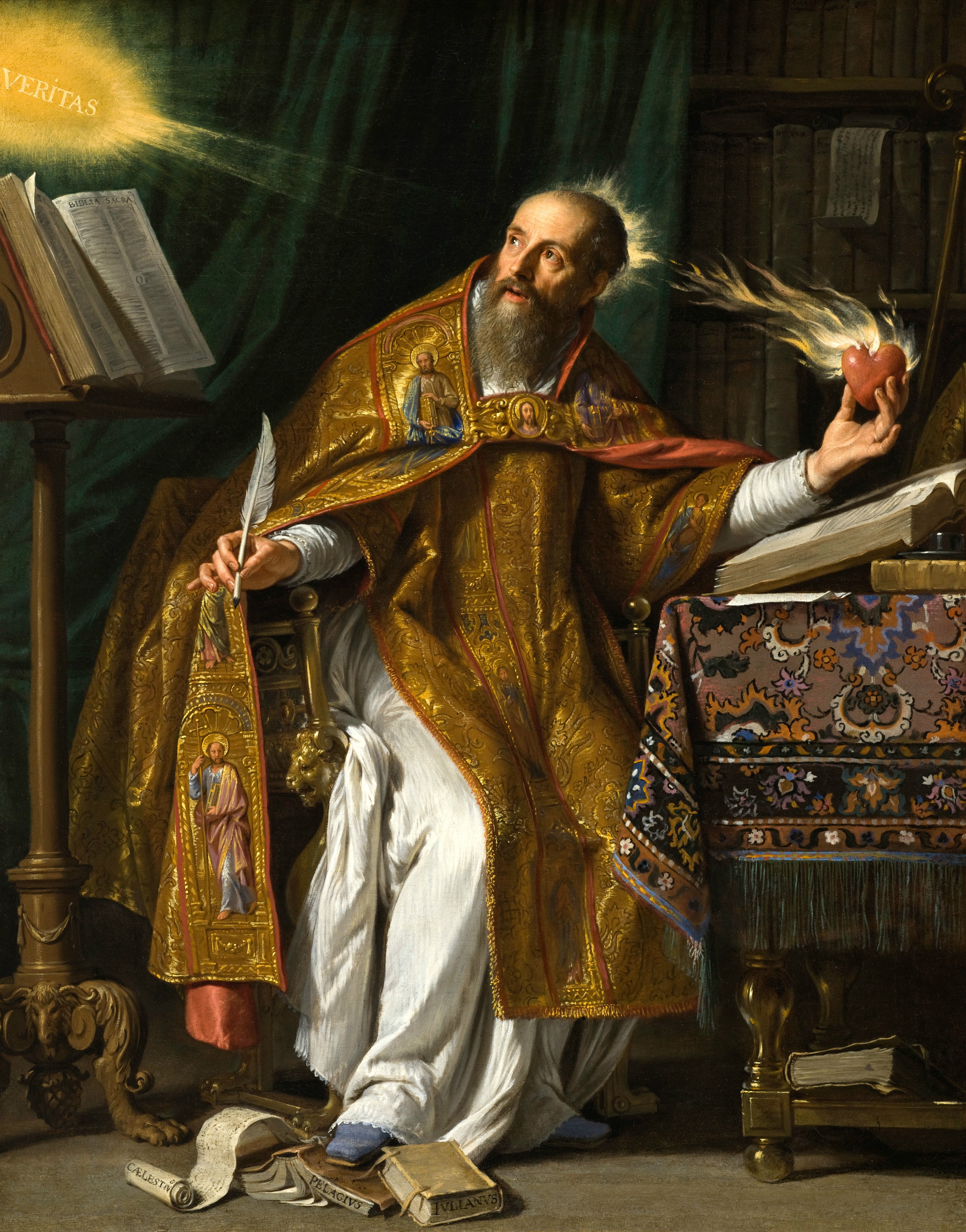
Agostino in un ritratto di Philippe de Champaigne, 1645-1650, Los Angeles County Museum of Art.

a) in un paragrafo completo, esplicito fin dal titolo, nel  De vera religione XIX, 37. URL consultato il 13 settembre 2023 (archiviato dall'url originale il 6 agosto 2013). (389-391):
b) in un altro paragrafo, anch'esso completo ed esplicito fin dal titolo, nel  Contra adversarium Legis et Prophetarum I,4.6. URL consultato il 13 settembre 2023 (archiviato dall'url originale il 27 ottobre 2012). (420):
Ma è lo stesso Ipponate a venir considerato il padre della teologia negativa cristiana per il suo accento posto sull'aliud, aliud valde, il Dio totalmente Altro rispetto alla coscienza umana formulato nelle Confessioni  VII,10.16. (400), ossia nel medesimo testo in cui ha espresso pure la tesi opposta, quella dell'albergare di Dio nell'interiorità di ogni essere umano.
a)  VI,1.1.:
b)  X,27.38.:
Si consideri inoltre il celebre aforisma presente nel  De vera religione XXXIX, 72.:
D'altronde è innegabile che già le sue influenze platoniche e neoplatoniche evidenziassero una marcata teologia negativa pre-cristiana.

### Tommaso d'Aquino

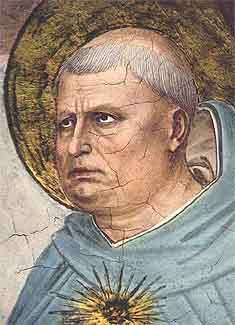
San Tommaso d'Aquino

Anche Tommaso d'Aquino ha attinto alle dottrine neoplatoniche cristiane attraverso lo Pseudo-Dionigi, integrandole con la concezione aristotelica di una scienza volta alla ricerca delle essenze, che si serviva dell'induzione come processo di avvio per risalire dal particolare all'universale, per culminare infine in una suprema intuizione intellettuale.
Secondo Tommaso, la creazione è strutturata gerarchicamente, in un perenne passaggio dalla potenza all'atto, secondo una scala ascendente che va dalle piante agli animali, e da questi agli uomini, fino agli angeli e a Dio, che in quanto motore immobile dell'universo è responsabile di tutti i processi naturali. Dio Padre vive al di fuori del luogo fenomenico in cui si manifestano gli enti e la vita umana, ma non separato da questi. è trascendente. Creando continuamente il mondo dal pieno di Sé, in un processo tuttora ininterrotto, ne risulta che la realtà immanente è una Sua emanazione, fatta come dice la Genesi a Sua «immagine e somiglianza»; gli enti sono una copia di Dio, ma non Dio stesso che appunto non risiede nelle realtà naturali, perché ciò significherebbe panteismo, che Tommaso rifugge.
La creazione è buona perché Dio non può fare il male, ma non può fare neppure un altro Dio, diverso da Sé. In Lui soltanto consiste la pienezza dell'Essere, di cui i diversi enti inferiori sono più o meno partecipi, a seconda del livello gerarchico in cui si trovano. Una concezione teologica che viene così riassunta da Dante Alighieri:
«La gloria di colui che tutto move

per l'universo penetra, e risplende

in una parte più e meno altrove.

Nel ciel che più de la sua luce prende

fu' io, e vidi cose che ridire

né sa né può chi di là sù discende;

perché appressando sé al suo disire,

nostro intelletto si profonda tanto,

che dietro la memoria non può ire.»

(Divina Commedia, Paradiso, I, 1-9)
L'impossibilità dell'intelletto di conoscere discorsivamente la natura di Dio viene sottolineata da Tommaso nel fatto che le relazioni verticali che intercorrono nella scala ascendente della creazione, non sono da intendere in modo meramente logico, ma in chiave appunto analogica, cioè nel senso della similitudine e della metafora. Egli mantiene fermo il criterio logico della teologia negativa, per il quale la ragione può arrivare a conoscere il "quia est" di Dio («il fatto che Egli è») ma non il "quid est" («che cosa è»). Scrive in proposito: «Siccome di Dio non possiamo sapere che cosa è, ma piuttosto che cosa non è, non possiamo indagare come Egli sia, ma piuttosto come non sia». È tuttavia possibile riuscire a stabilire un rapporto di reciprocità tra Dio e l'intelletto umano, tra l'Essere e il pensiero, proprio essendo l'uno il negativo dell'altro.
L'analogia verticale è intesa dunque da Tommaso in senso prevalentemente qualitativo, a differenza dei rapporti logico-matematici intercorrenti su un piano orizzontale, cioè tra enti di pari natura, dove prevale un'analogia di tipo quantitativo. Mentre Tommaso e la sua scuola ammettevano entrambe le forme di analogia, privilegiando la prima, altre scuole come quella inglese di Oxford si attestarono su posizioni diverse da quelle tomiste, ignorando di fatto il significato attribuito da Tommaso all'analogia qualitativa, e adottando così esclusivamente una scienza di tipo matematizzato, che precorrendo il metodo di Galilei avrebbe escluso dallo studio della natura tutto ciò che non fosse riconducibile a rapporti numerici e quantitativi.
Riprendendo Aristotele, secondo Francisco Suarez, Tommaso avrebbe distinto quattro tipi di analogia: analogia di proporzionalità o di attribuzione, intrinseca o estrinseca.

### Teologia cattolica e protestante
Basandosi sulle Scritture e sulla tradizione ecclesiastica, la posizione ufficiale della Chiesa cattolica è stata espressa nel 1215 dal Concilio Lateranense IV in questi termini:

Durante la lectio magistralis su "Fede, ragione e università", tenuta a Ratisbona il 12 settembre 2006, papa Benedetto XVI ha ribadito centralità e attualità di tale concetto:
Nel XVII secolo e nel XVIII secolo l'argomento teleologico utilizzato per sostenere l'esistenza di Dio fu la cosiddetta analogia dell'orologiaio, o argomento dell'orologiaio. Sotto forma di un'analogia, l'argomentazione dichiara che l'esistenza di un prodotto implica la somiglianza con il suo progettista. L'analogia è stata usata (da Cartesio e Boyle, ad esempio) come mezzo per spiegare la struttura dell'universo e la relazione di Dio con esso. In seguito, l'analogia ha avuto un ruolo fondamentale nella teologia naturale e per l'"argomentazione del disegno" in cui è stata usata per avvalorare argomentazioni a favore dell'esistenza di Dio e del suo disegno intelligente dell'universo.

In ambito protestante Karl Barth ha invece elaborato una contrapposizione netta fra l'analogia entis e quella che egli chiama analogia fidei, innescando un'ormai secolare reviviscenza di studi e interesse sul tema.

### Dal Rinascimento al Novecento
Sul piano filosofico, il criterio dell'analogia ritornò particolarmente in voga presso i filosofi del Rinascimento, che in essa vedevano la chiave per interpretare unitariamente i fenomeni della natura. Allo studio dell'analogia si associò la ripresa di concezioni ermetiche, su cui prosperarono l'alchimia e l'astrologia, basate sull'occulta corrispondenza di macrocosmo e microcosmo. In ambito medico e alchemico Paracelso approfondì ad esempio la dottrina delle segnature, secondo cui l'aspetto o la "firma" con cui ogni essere naturale, di origine animale, vegetale o minerale, si presenta, fornisce un'indicazione analogica sulla sua utilità terapeutica.
La nascita della scienza galileiana, che rinunciava a indagare l'essenza qualitativa degli enti della natura, limitandosi allo studio dei aspetti matematici e quantitativi, porterà in seguito a un abbandono del criterio dell'analogia.
Fino al XIX secolo tuttavia, continuerà ad essere utilizzata da quanti, opponendosi alla scienza newtoniana, seguitavano a vedere filosofia e scienza come un tutt'uno, in particolare durante l'epoca romantica. Schelling ad esempio vedeva nell'analogia uno dei principi fondamentali della natura.
Ippolito Nievo ironizzerà sul fatto che gli scienziati, pur affermando pubblicamente di utilizzare il metodo scientifico, continuano a ricorrere in segreto all'analogia, «eterna e sempre giovane erede di Platone»:
(Ippolito Nievo, Storia filosofica dei secoli futuri, LIII, [1859], Roma, Mancosu editore, 1993)
Nel XX secolo, in ambito psicoanalitico Carl Gustav Jung ha riabilitato la via analogica, tipica del pensiero intuitivo, che ricorrendo a simboli e metafore riesce ad accedere agli archetipi universali del mondo, sconosciuti al pensiero logico-scientifico. Grazie all'analogia, infatti, è possibile scoprire quei legami di sincronicità tra fatti ed eventi che non sono di tipo causale e lineare, ma hanno ciò nonostante una loro verità oggettiva, perché consistono in una corrispondenza qualitativa su cui ad esempio le dottrine orientali poggiano ancora oggi le loro concezioni organiche e armoniche dell'universo.
Grazie all'analogia viene così reso possibile l'apprendimento e l'acquisizione di nuove conoscenze:
(Carl Gustav Jung, Allgemeine Aspekte der Psychologie (1913))
Non mancano studiosi, al giorno d'oggi, che sostengono come il nostro modo di conoscere si basi quasi interamente sull'analogia, da intendere quindi come vero e proprio strumento razionale che tuttavia non usa la logica lineare, ma la circolarità della similitudine.

## Approdi alla teoria del Tutto
Un approccio analogico in ambito scientifico è riscontrabile nei tentativi di definizione della cosiddetta teoria del Tutto. L'astrofisico Stephen Hawking ha ipotizzato l'esistenza di mondi paralleli in grado in influenzarsi reciprocamente, la cui interazione permetterebbe di aggirare la rigida consequenzialità degli eventi propria del tempo lineare. Il cosmologo e matematico Barrow (premio Templeton 2006), in Teorie del tutto. La ricerca della spiegazione ultima, dedica un intero capitolo a Un volo di fantasia razionalistica (pp. 60–69), dove espone, con tanto di diagramma grafico insiemistico, la relationship with Divine che «potremmo scegliere tra le seguenti cinque semplici alternative.» «Sarà utile elencare le varie possibilità nella forma più semplice, come segue» (p. 66):
1. panenteismo;[47]
2. «idea scettica che la nozione di "Dio" sia esclusivamente una creazione della mente umana»;[48]

Il Taijitu, rappresentazione di yin e yang.

3. panteismo;[49]
4. ateismo;[50]
5. nichilismo.[51]

## Yin e yang
Nell'antica filosofia cinese e quindi nel Taoismo e nel Confucianesimo, il corrispettivo dell'insieme intersezione o tangente fra due opposti non del tutto reciprocamente escludentisi è indicato dal concetto dello yin e yang, espresso con il simbolo del Taijitu. Ad esempio, nel "nero" dello yin è comunque presente il puntino "bianco" dello yang. Da qualsiasi punto di vista si decida quale possa essere la parte negativa o positiva, l'essenziale consiste nell'individuare la positiva e incrementarla, invece di cogliere la negativa e distruggerla. L'analogia tra yin e yang si esprime in definitiva nel concetto di polarità, in virtù della quale essi si escludono a vicenda ma al tempo stesso non possono esistere l'uno senza l'altro.